# Karl Rosing
Karl Anton Rosing (* 23. August 1878 in Maniitsoq; † unbekannt) war ein grönländischer Landesrat.

## Leben
Karl Rosing war der Sohn des dänischen Kolonialverwalters Peter Frederik Rosing (1835–1911) und seiner grönländischen Ehefrau, der Hebamme Haldora Helene Margrethe Caroline Petrussen (1842–1901). Seine Brüder waren der Missionar Christian Rosing (1866–1944) und der Künstler Peter Rosing (1871–1938). Damit war er der Onkel von Peter Rosing (1892–1965) und Otto Rosing (1896–1965). Er heiratete am 23. Mai 1902 in Kangaamiut Benigne Else Konkordia Sommer (1883–?), Tochter des Jägers Berthel James Efraem Sommer (1844–?) und seiner Frau Juliane Ane Margrethe Berthe Petrussen (1844–?). Aus der Ehe ging unter anderem der Sohn David Rosing (1906–1989) hervor, der ebenfalls im Landesrat sitzen sollte.
Karl lebte als Jäger in Kangaamiut, wo er 1917 in den zweiten südgrönländischen Landesrat gewählt wurde. Bis zum Ende der Legislaturperiode im Jahr 1922 verpasste er nur die vorletzte Sitzung 1921, bei der er nicht vertreten wurde. Anschließend wurde er wiedergewählt und vertrat Kangaamiut mit Ausnahme von 1925 – wieder ohne Vertreter – bis 1926. 1928 fungierte er noch einmal als Vertreter für Hans Kreutzmann.